# Grigore Gheorghe Cantacuzino
Grigore Gheorghe Cantacuzino (n. 21 februarie 1873 – d. 30 octombrie 1930) a fost un jurist și politician conservator român, fiul lui Gheorghe Grigore Cantacuzino și fratele lui Mihail G. Cantacuzino. A fost căsătorit cu Alexandrina Pallady, căsătorie din care au rezultat trei băieți. Căsnicia a durat până în anul 1930, atunci când a survenit moartea lui Grigore Cantacuzino, Alexandrina menținându-și statutul de văduvă până la sfârșitul vieții.
A fost deputat, senator, ministru și primar al Bucureștiului în perioada martie - decembrie 1913. 